# 칼 페테르 칼손
칼 페테르 칼손(스웨덴어: Karl Peter Karlsson, 1969년 5월 29일 ~ )은 스웨덴의 탁구 선수이다.

## 성적

### 남자 단식
- 올림픽 탁구 최고 성적: 32강 (2000년, 2004년)
- 세계 탁구 선수권 대회 최고 성적: 8강 (1995년, 2005년)
- 탁구 월드컵 참가 횟수: 6회
- 탁구 월드컵 최고 성적: 4위 (1993년)
- ITTF 프로 투어 최고 성적: 1회 우승 (2002년 이탈리아 오픈), 3회 준우승 (1997년 오스트레일리아 오픈, 2003년 크로아티아 오픈, 2004년 러시아 오픈)
- 프로 투어 그랜드 파이널 참가 횟수: 3회
- 프로 투어 그랜드 파이널 최고 성적: 16강 (2002년, 2003년, 2004년)
- 유럽 탁구 선수권 대회 최고 성적: 1회 우승 (2000년), 준결승전 (1996년)
- 유럽 톱12 최고 성적: 3회 준우승 (1993년, 1998년, 2001년), 1회 3위 (1994년)

### 남자 복식
- 올림픽 탁구 최고 성적: 16강 (2000년)
- 세계 탁구 선수권 대회 최고 성적: 1회 우승 (1991년)
- 프로 투어 그랜드 파이널 참가 횟수: 2회
- 프로 투어 그랜드 파이널 최고 성적: 2회 8강 (2002년, 2003년)
- 유럽 탁구 선수권 대회 최고 성적: 2회 우승 (1990년, 1992년)

### 단체
- 세계 탁구 선수권 대회 최고 성적: 4회 우승 (1989년, 1991년, 1993년, 2000년), 1회 준우승 (1995년), 1회 3위 (2001년)
- 탁구 월드컵 최고 성적: 2회 준우승 (1991년, 1994년)
- 유럽 탁구 선수권 대회 최고 성적 5회 우승 (1990년, 1992년, 1996년, 2000년, 2002년), 1회 준우승 (1994년)